# 闊節角水蚤
闊節角水蚤（学名：Pontella fera）为角水蚤科角水蚤屬下的一个种。